# Газпром ВНИИГАЗ
ООО «Газпро́м ВНИИГАЗ» — головной научный центр ПАО «Газпром» в области технологий. Главной целью компании является осуществление исследования и научно-методическое обеспечение проектов, реализуемых ПАО «Газпром» в сферах добычи, транспорта, подземного хранения, переработки и использования газа.
Указанные работы проводятся по следующим направлениям:
- формирование ресурсной базы газовой промышленности, включая рекомендации по наиболее перспективным площадкам для разведки (открытия) новых месторождений углеводородов;
- разработка газовых и газоконденсатных месторождений (проекты разработки всех крупных газовых и газоконденсатных месторождений страны разработаны ООО «Газпром ВНИИГАЗ»);
- промысловый сбор и подготовка добываемой продукции к магистральному транспорту, рекомендации по режимам эксплуатации технологического оборудования (компрессоры, сепараторы, теплообменники) с учётом компонентного состава газоконденсатной смеси;
- рекомендации по типо-размерным параметрам компрессорного оборудования дожимных компрессорных станций (ДКС) с учётом изменяющихся во времени параметров газа (расход, давление, температура) на входе в ДКС;
- научно-методические основы развития технологии и технических средств транспорта и подземного хранения газа и создание на их основе единой газотранспортной системы страны, не имеющей аналогов в мире по масштабу, показателям надёжности и экономичности;
- прогнозы реализации на внутреннем и внешних рынках газа, исследование ценообразования на них, обоснование потенциальных уровней поставок дополнительных объёмов газа по ЕСГ России с учётом возможности реконструкции отдельных участков магистральных газопроводов, входящих в ЕСГ.

Институт располагает 20 научными центрами, опытно-экспериментальной базой на которой функционируют более 60 стендов и установок. Результатом теоретических и экспериментальных исследований является более 300 патентов на различные технологические процессы, материалы и оборудование для газовой промышленности.
ООО «Газпром ВНИИГАЗ» реализует образовательные программы по различным дисциплинам (специальностям), в институте функционируют курсы повышения квалификации сотрудников ПАО «Газпром» и его дочерних обществ. «Газпром ВНИИГАЗ» формирует и издаёт научно-технический сборник «Вести газовой науки», организует международные научные конференции по актуальным проблемам газовой отрасли. В институте осуществляется формирование и ведение Фонда отчётов о НИОКР ПАО «Газпром» по профильным направлениям.

## Историческая справка

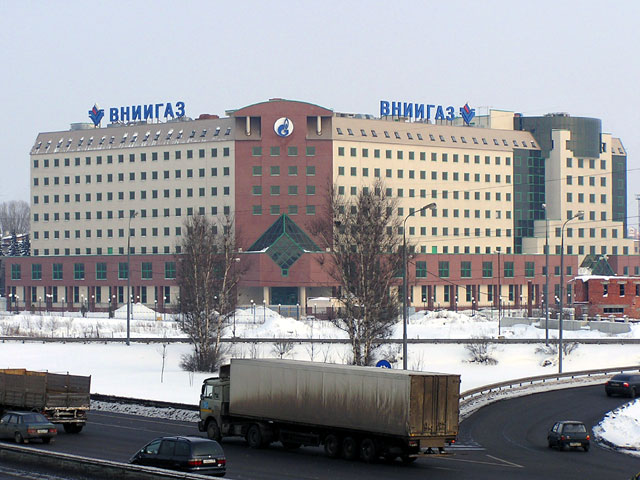
Здание ООО «Газпром ВНИИГАЗ» в 2009 году

ВНИИГАЗ был создан приказом Главгазтоппрома при Совете Министров СССР № 260 от 2 июня 1948 г. для решения научно-технических задач эксплуатации магистрального газопровода Саратов—Москва, поиска, разведки и разработки газовых месторождений и переработки природного газа. В 1999 г. был преобразован в Общество с ограниченной ответственностью «Научно-исследовательский институт природных газов и газовых технологий — ВНИИГАЗ». В 2003 г. решением учредителя (ОАО «Газпром») получил статус головного научного центра в области технологий. 

### 1948—1956 годы
1948—1956 годы были периодом становления института как научно-исследовательского центра. В это время основное внимание уделялось анализу и обобщению мирового опыта газовой промышленности, исследованиям по созданию научной базы в области геологии, разработки месторождений, транспорта, переработки и использования газа. 
Исследования специалистов ВНИИГАЗа в этот период были направлены на решение актуальных задач освоения газовых месторождений Поволжья и Западной Украины и строительства магистральных газопроводов из указанных регионов.
Строительство первого дальнего магистрального газопровода Саратов — Москва протяжённостью 800 км началось в декабре 1944 г. и было завершено летом 1946 г. Разработка методологии проектирования и основных технологических решений по строительству указанного газопровода в области технологии подготовки газа к транспорту (очистка и осушка газа) и строительству газопроводов осуществлялась с участием таких специалистов, как К. С. Зарембо, И. Е. Ходанович, В. Н. Раабен и др. 
Огромный вклад в формирование технологической политики отрасли в сфере магистрального транспорта газа был внесён известным в те годы специалистом А. В. Александровым, руководившим крупнейшей системой магистральных газопроводов «Северный Кавказ — Центр». Он впервые в отечественной практике обосновал и реализовал в промышленных масштабах идею замены поршневых газоперекачивающих агрегатов центробежными нагнетателями с приводом от электромоторов и газовых турбин.
В параллели работы по развитию минерально-сырьевой базы газовой промышленности и имели значительные успехи, оказав воздействие на масштабы и темпы развития газотранспортной подотрасли. 
Помимо этого ВНИИГАЗом был решён ряд других задач, имеющих важное народнохозяйственное значение. В частности были разработаны и внедрены технологии получения технического углерода и гелия высокой чистоты из природного газа. Автором этих технологий был учёный профессор П. А. Теснер. При его непосредственном участии на опытном заводе ВНИИгаза была построена и успешно функционировала экспериментальная установка по производству стратегического для того времени продукта — гелия высокой чистоты.
Итогом работы ВНИИГАЗа в данный период стало понимание необходимости формирования отечественной модели развития газовой промышленности исходя из специфики экономики страны и учёта географических факторов. Удалённость сырьевой базы от центров потребления требовала сооружения газотранспортных систем большой мощности и протяжённости. В результате при непосредственном участии института была разработана стратегия развития отрасли, реализация которой обеспечила высокие темпы роста добычи и транспорта газа.

### 1957—1972 годы
В эти годы основной стратегией являлось развитие газовой промышленности, предусматривающей интенсификацию и повышение эффективности геологоразведочных работ, добычи, переработки и транспорта газа. Началось внедрение методов математического и физического моделирования.
К этому времени газовая промышленность стала самостоятельной отраслью с единым централизованным управлением. При освоении новых газовых месторождений на Северном Кавказе (Ставропольский и Краснодарский края), Украине (Шебелинка), в Туркмении (Шатлык), Узбекистане (Газли) и Коми (Вуктыл) были использованы разработки института, направленные на ускоренный ввод в эксплуатацию месторождений, с совмещением стадий их доразведки и промышленного освоения. Развитие этого направления газовой науки позволило увеличить добычу по стране с 1955 по 1966 г. с 12 до 143 млрд м³.
В этот период велась активная работа по формированию разветвлённой сети филиалов в районах с интенсивным ростом добычи газа и строительством магистральных газопроводов: Харьков (1959), Ташкент (1959), Тюмень (1966), Ухта (1968) Краснодар (1969), Ашхабад (1977).
Создание газотранспортной системы
Широкомасштабное освоение газовых месторождений на всей территории СССР проходило наряду с решением проблемы доставки природного газа потребителям в условиях удалённости центров добычи от центров потребления. 
В этот период шло планомерное наращивание пропускной способности магистральных газопроводов за счёт использования труб большого диаметра и повышения рабочего давления. По обоснованию ВНИИГАЗа впервые в мире были построены газопроводы диаметром до 1420 мм. Для транспортировки газа по газопроводам такого диаметра были использованы новые типы газоперекачивающих агрегатов большой мощности — центробежные нагнетатели с электрическим и газотурбинным приводом. Это позволило решить проблему транспорта больших объёмов газа на огромные расстояния и создать предпосылки появления российского газа на мировом рынке.
Подземное хранение газа (ПХГ)
Развитие сети магистральных газопроводов и рост объёма поставок газа по огромной территории страны привели к необходимости регулирования и резервирования сезонной и суточной неравномерности потребления газа, возникла необходимость создания разветвлённой сети ПХГ.
В институте были созданы научные основы подземного хранения газа. Были разработаны первые проекты подземных хранилищ под Москвой (Щёлковское и Калужское). Уникальное подземное хранилище газа в практически горизонтальном водоносном пласте было создано совместно с учёными Университета им. Губкина под Санкт-Петербургом в Гатчине. Таким образом, была решена проблема устойчивого газоснабжения крупнейших промышленных центров страны.
Учёными института также решались вопросы по разработке технологий подготовки газа к транспорту с использованием методов низкотемпературной сепарации и новых методов его переработки. Создавались технологии, основанные на использовании турбодетандерных агрегатов, эжекции газа и других процессов.

### 1972—1982 годы
В этот период в институте началась активная работа по развитию сырьевой базы газовой промышленности, итогом которой стало открытие месторождений Западной Сибири, Прикаспийской впадины и Средней Азии. ВНИИгазом были созданы научно-методические основы разработки и обустройства крупнейших газовых и газоконденсатных месторождений Западной Сибири и Крайнего Севера (зоны вечной мерзлоты). Разработаны соответствующие гидро-газодинамические и математические модели, позволяющие использовать высокоэффективные методы обустройства месторождений на основе кустового размещения высокодебитных теплоизолированных скважин и установок комплексной подготовки газа высокой производительности.
Для головных участков магистральных газопроводов, сооружаемых в зоне вечной мерзлоты, была разработана собственная технология охлаждения газа до температуры грунта (−2… 10 °C) перед подачей в трубопровод на основе использования смешанного холодильного агента и высокоэффективных теплообменных аппаратов витого типа. Указанные установки (станции охлаждения газа) являются обязательным элементом вновь проектируемых и строящихся газопроводов в зоне вечной мерзлоты.
Освоение Надым-Пур-Тазовского региона
В 1972 г. в эксплуатацию введено месторождение Медвежье.
В 1978 г. — Уренгойское.
В 1986 г. — Ямбургское, и другие месторождения. 
На месторождениях Надым-Пур-Таза впервые на практике началось активное внедрение автоматизированных систем управления разработкой газовых месторождений. С вводом в промышленную эксплуатацию месторождений Надым-Пур-Таза добыча газа в стране к концу 1970-х годов достигла 436 млрд м³ в год.
Создание газоперерабатывающих и газохимических комплексов
В этот период учёными ВНИИГАЗа также велась работу по освоению сероводородосодержащих месторождений многокомпонентного газа в составе газохимических комплексов. Многокомпонентный состав газа, наличие в нём значительного количества неуглеводородных компонентов, в том числе сероводорода и углекислоты, потребовали дальнейшего развития научных основ фильтрации многокомпонентных систем и методов прогнозирования разработки месторождений. Были проведены исследования процессов фазовых превращений. Результаты этих работ были применены при создании ныне действующих крупнейших газохимических комплексов и заводов по переработке газа в Оренбурге и Астрахани.
Формирование ЕСГ
Масштабное строительство магистральных газопроводов от месторождений Западной Сибири, Прикаспия и Средней Азии сформировало Единую систему газоснабжения страны, управление которой в настоящее время осуществляется из единого центра. Создание крупнейшего в Евразии газотранспортного комплекса позволило начать продвижение отечественного газа на европейский рынок. 
В настоящее время газотранспортная система (ГТС) России по протяжённости занимает второе место после газотранспортной системы США, а по мощности потоков газа и энерговооружённости значительно превосходит газопроводы всех промышленно развитых стран. Суммарная протяжённость ГТС России составляет более 170 тыс. км, она включает 26 подземных хранилищ газа, порядка 4 тыс. газораспределительных станций и 307 компрессорных станций.

### 1982—1989
Геологоразведочные работы
В этот период геологи ВНИИГАЗа вышли на континентальный шельф северных морей. Развитие геологоразведочных работ на континентальном шельфе Баренцева и Карского морей привело к открытию крупнейших шельфовых месторождений углеводородов (Штокмановское и Приразломное). Были разработаны методы оценки разведанных шельфовых запасов нефти и газа, созданы геолого-геофизические структурно-литологические модели ряда газонефтяных залежей и месторождений, а в 1984 г. впервые была издана карта «Перспективы нефтегазоносности акваторий СССР и прибрежных окраин».
Вуктыльский эксперимент
В 1980-е годы проводилась работа на основе современных методов физического и математического моделирования. В результате была решена задача повышения эффективности разработки месторождений на поздней стадии эксплуатации. Впервые в мире на Вуктыльском газоконденсатном месторождении началась промышленная добыча ретроградных углеводородов. Реализация проекта позволила повысить степень извлечения компонентов, обеспечить регулирование сезонных неравномерностей газопотребления, обеспечить взаимосвязанную работу месторождения и газоперерабатывающего завода.
Институт приступил также к исследованию проблемных вопросов развития региональных систем газоснабжения на основе использования сжатого (газа высокого давления) и сжиженного природного газа (СПГ) на железнодорожном, водном, автомобильном транспорте и в авиации.
В 1989 г. впервые в мировой практике самолёт, заправленный СПГ (от экспериментальной установки ВНИИгаза), вылетел в Ниццу на международную конференцию по СПГ. Самолёт (летающая лаборатория) КБ им. Туполева произвёл впечатление на участников конференции. В течение всего периода работы конференции самолёт осуществлял демонстрационные полёты с пассажирами на борту.

## Руководство
- 1948—1950 — Е. Я. Старобинец — один из первооткрывателей Туймазинского нефтяного месторождения.
- 1950—1959 — А. К. Иванов — химик-технолог.
- 1959—1965 — Ф. А. Требин, учёный в области физики пласта .
- 1965 — П. А. Теснер, учёный в области химической переработки газа.
- 1968—1977 — С. Ф. Гудков — учёный в области химической переработки газа.
- 1977—2000 — А. И. Гриценко, член-корреспондент Российской академии наук, лауреат государственной премии СССР.
- Ноябрь 2000— октябрь 2001 — В. В. Ремизов (1948-2001), доктор технических наук, до назначения был заместителем председателя правления РАО "Газпром".
- 2002—2005 — Р. М. Тер-Саркисов, доктор технических наук, профессор, лауреат премии правительства России.
- 2005—2010 — Р. О. Самсонов, доктор технических наук, академик РАТН, член-корреспондент РАЕН.
- Апрель 2010 — август 2015 — П. Г. Цыбульский, кандидат технических наук, действительный член РАЕН, лауреат премии правительства России.
- Август 2015 — сентябрь 2018 — Д. В. Люгай, доктор технических наук.
- Сентябрь 2018 — наст. время — М. Ю. Недзвецкий, кандидат экономических наук.

## Направления деятельности

### Ресурсы и запасы углеводородов
К основным направлениям деятельности центра ресурсов и запасов ООО «Газпром ВНИИГАЗ» относятся научное сопровождение восполнения и развития минерально-сырьевой базы, подготовка трёхмерных региональных геологических моделей, переоценка ресурсной базы России и мира, разработка стратегических и нормативных документов.
Центр осуществляет экспертизу и подготовку технико-экономических предложений о приобретении лицензионных участков, подсчётов запасов углеводородов, проектов геологоразведочных работ, проводит экспертизу технологий и методик геологоразведки. Подразделение также специализируется на изучении газовых гидратов и нетрадиционных ресурсов углеводородов, геокриологии и гидрогеологии.

### Центр геологического и гидродинамического моделирования
Центр геологического и гидродинамического моделирования ООО «Газпром ВНИИГАЗ» комплексно решает задачи по моделированию месторождений и ПХГ — от интерпретации данных сейсморазведки и подсчёта запасов углеводородов до формирования проектных решений на основе интегрированных геолого-технологических моделей.
Центр осуществляет также сопровождение существующих информационных систем и баз данных ПАО «Газпром» и ООО «Газпром ВНИИГАЗ», разрабатывает программное обеспечения для решения задач в области управления разработкой месторождений.

### Центр исследования пластовых систем
Корпоративный центр исследования пластовых систем (керн и флюиды) выполняет функции головного центра в Корпоративной системе работ с керновым материалом и пластовыми флюидами ПАО «Газпром», имеет аттестацию на техническую компетентность и независимость Федеральной службы по аккредитации.
Центр осуществляет комплексные исследования и хранение керна и пластовых флюидов, формирование и сопровождение единого информационного ресурса ПАО «Газпром». В сфере его ответственности находится ведение комплекса экспериментальных исследований пластовых систем с целью подготовки исходной информации для подсчёта запасов нефти, газа и конденсата; проектирования разработки месторождений; создания схем переработки и подготовки углеводородного сырья. Специалисты центра осуществляют также разработку и обоснование наиболее эффективных направлений поисково-разведочных работ на газ и нефть в осадочных бассейнах России.

### Центр разработки месторождений
Центр разработки месторождений ООО «Газпром ВНИИГАЗ» специализируется на проектировании разработки месторождений углеводородного сырья, долгосрочном прогнозировании добычи углеводородов. Важным направлением работы является поиск новых технологий освоения месторождений и строительства скважин, разработка новых и усовершенствование существующих буровых растворов для бурения, заканчивания и капитального ремонта скважин.
Центр осуществляет научное сопровождение и оказывает сервисные услуги в области строительства скважин, сопровождение проектов разработки, ТЭО и оценки эффективности разработки и применения новых технологий, разрабатывает технические требования к проектной документации и процессам разработки месторождений. В составе центра работает комплексная лаборатория по исследованию буровых и тампонажных растворов, оснащённая современным оборудованием.

### Центр добычи газа
Центр добычи газа ООО «Газпром ВНИИГАЗ» обеспечивает научно-технологическое сопровождение проектирования и эксплуатации объектов газодобычи, разработку технологий интенсификации добычи газа и газового конденсата, экспертизу технико-технологических решений, экспериментальные исследования оборудования и технологий, технологический аудит производителей оборудования.
Подразделение осуществляет разработку и совершенствование методов и средств математического моделирования технологических процессов добычи, а также технологий предупреждения гидратообразования, парафино- и солеотложения.
Центр занимается разработкой и мониторингом программ реконструкции и технического перевооружения объектов добычи газа ПАО «Газпром», анализом технологической эффективности проведённых мероприятий и экспериментальными исследованиями многофазных потоков, оборудования и технологий.

### Морские нефтегазовые ресурсы
В рамках принятой в ПАО «Газпром» «Единой политики Группы „Газпром“ по освоению шельфа Российской Федерации» КНТЦ обеспечивает разработку комплексных программ освоения шельфа, научно-техническое сопровождение деятельности Группы Газпром в области геологии и разработки морских месторождений, эксплуатации морских объектов обустройства, экономических оценок и обоснований технико-технологических решений по освоению морских месторождений, нормативного обеспечения проектирования, строительства и эксплуатации объектов обустройства морских месторождений, промышленной и экологической безопасности при освоении морских месторождений.

### Техническое состояние и целостность ГТС
Центр управления техническим состоянием и целостностью ГТС ООО «Газпром ВНИИгаз» разрабатывает программы капитального ремонта и осуществляет научно-техническое сопровождение строительства газопроводов, проводит расчёт, нормирование, мониторинг показателей технического состояния, надёжности и безопасности объектов ГТС, функциональной и структурной целостности ГТС.
Подразделение разрабатывает национальные, корпоративные и межгосударственные стандарты, направленные на повышение надёжности и безопасности при эксплуатации объектов Единой системы газоснабжения, осуществляет ведомственную оценку готовности организаций к выполнению диагностических работ на производственных объектах ГТС ПАО «Газпром».
Сотрудники центра проводят экспериментальные исследования и математическое моделирование деформирования и разрушения материалов и конструкций газопроводов, а также физическое и математическое моделирование технического диагностирования, оценку соответствия средств технического диагностирования.

### Центр газотранспортных систем и технологий
Специализация центра газотранспортных систем и технологий ООО «Газпром ВНИИГАЗ»:
- разработка и авторское сопровождение реализации программных документов ПАО «Газпром», определяющих средне- и долгосрочные перспективы развития и реконструкции (концепции, стратегии, программы) ГТС;
- формирование корпоративных информационных и экспертно-аналитических ресурсов, включая наилучшие отечественные и зарубежные практики;
- создание и поддержание нормативно-методической документации;
- экспертиза научно-исследовательской и научно-технической документации, технических средств и оборудования;
- моделирование функционирования и оптимизации совместной работы дожимного комплекса и ГТС;
- разработка технологий компримирования газа и оптимизация технологических параметров и типоразмеров компрессорных и электрогенерирующих установок для различных технологических процессов, технико-экономические исследования конкурирующих видов энергопривода для компрессорных станций;
- экспертно-консультационная и информационно-аналитическая деятельность по проектам независимых производителей в области транспорта углеводородного сырья по трубопроводным системам ПАО «Газпром».

### Центр развития трубной продукции и технологий сварки
Центр развития трубной продукции и технологий сварки ООО «Газпром ВНИИГАЗ» оказывает услуги по исследованию, экспертной оценке, разработке нормативной документации и методических подходов, обоснований и рекомендаций по применению трубной продукции, технологий, оборудования, средств и материалов для сварки и родственных процессов на всех стадиях жизненного цикла объекта строительства.

### Центр технологий строительства
Центр технологий строительства, ремонта и защиты от коррозии ООО «Газпром ВНИИГАЗ» специализируется на разработке, внедрении и сопровождении технологий строительства и ремонта трубопроводов, нормативно-методическом обеспечении предпусковых и пусковых операций объектов транспорта газа, разработке и применении методов защиты от коррозии объектов добычи, транспортировки, подземного хранения и использования газа и газового конденсата, сопровождении строительства и ремонта магистральных газопроводов. 

### Центр подземного хранения газа
Центр подземного хранения газа ООО «Газпром ВНИИГАЗ» является разработчиком научной основы создания сети подземных хранилищ газа для функционирования Единой системы газоснабжения РФ и осуществляет разработку стратегии дальнейшего развития системы хранения газа. В подразделении разрабатываются нормативные документы в области создания и эксплуатации ПХГ, технологии заканчивания и капитального ремонта скважин ПХГ, новейшие технологии хранения газов, скважинное оборудование, технологические режимы закачки и отбора газа, использование технологий подземного хранения для захоронения газообразных промышленных выбросов. Специалисты центра осуществляют геологическое сопровождение поиска объектов для создания ПХГ, оценку экономической эффективности ПХГ, технологическое проектирование ПХГ и временных подземных хранилищ попутного нефтяного газа, комплексный геолого-промысловый мониторинг эксплуатации ПХГ, авторский надзор за созданием и эксплуатацией подземных хранилищ газа.

### Центр переработки газа и жидких углеводородов
Центр переработки газа и жидких углеводородов ООО «Газпром ВНИИГАЗ» специализируется на энергоэффективных технологиях крупнотоннажного производства сжиженного природного газа и технологиях производства синтетических жидких углеводородов, топлив и продуктов с высокой добавленной стоимостью из природного газа. Специалисты центра разрабатывают новые энергоэффективные процессы и технологии низкотемпературного и криогенного разделения природного газа, лёгких углеводородов, нестабильного углеводородного сырья, извлечения гелиевого концентрата, тонкой очистки и сжижения гелия, а также разрабатывают новые строительные материалы на базе газовой серы и новые абсорбенты для очистки газа от сернистых соединений. Подразделение осуществляет подготовку комплексных целевых программ реконструкции и технического перевооружения объектов переработки газа и жидких углеводородов.

### Центр использования газа
Центр использования газа ООО «Газпром ВНИИГАЗ» является единственным подразделением ПАО «Газпром», обеспечивающим сохранение и развитие компетенций в области использования природного газа в качестве моторного топлива и для автономной газификации. В своей деятельности подразделение ориентируется преимущественно на инженерно-технологический потенциал отечественных промышленных предприятий. Центр осуществляет научное, методическое, технико-экономическое, нормативно-техническое, инженерно-технологическое сопровождение проектов по развитию использования природного газа в качестве моторного топлива. Кроме того, в центре организовано накопление, структурирование, преемственность и сохранение статистической и проектной информации.

### Центр геоинформационных и космических технологий
Деятельность центра геоинформационных и космических технологий ООО «Газпром ВНИИГАЗ» охватывает четыре основных направления:
- Поиск месторождений углеводородов и оценка перспективности лицензионных участков на основе комплексирования геолого-геофизической информации, аэрогравимагнитных и космических съёмок;
- Создание научно-методических основ и внедрение инновационных подходов с применением аэрокосмических методов для маркшейдерско-геодезического обеспечения недропользования;
- Выявление, оценка и мониторинг негативных геологических процессов и явлений при поиске, разведке и разработке месторождений, строительстве трубопроводных систем и подземных хранилищ газа;
- Тематическая картография и создание географических информационных систем, включающих сбор, хранение, анализ, оценку, интеграцию и комплексную интерпретацию данных аэрокосмических съёмок.

### Опытно-экспериментальный центр
Основными направлениями деятельности Опытно-экспериментального центра ООО «Газпром ВНИИГАЗ» являются разработка конструкторской и производственно-технологической документации, изготовление в производственном подразделении опытных образцов изделий, экспериментальных стендов и установок, испытательного и технологического оборудования, монтаж и пуско-наладка создаваемого оборудования. В подразделении проводятся испытания материалов на стойкость к воздействию коррозионных сред в условиях изменения температуры, давления и комбинированных нагрузок, газонефтепромысловых труб на герметичность резьбовых соединений, образцов адсорбентов и катализаторов процессов очистки отходящих газов процесса Клауса.
Специалисты центра осуществляют контроль качества производственных работ, оборудования и материалов в аттестованной лаборатории неразрушающих методов контроля, выполняют химические и физико-химические анализы сырья и продукции газовой отрасли, разрабатывают методы определения их состава и показателей качества, готовят нормативно-технические документы.
В качестве основного метода исследования используется газовая хроматография и атомно-абсорбционная спектрометрия холодного пара. Специалисты лаборатории также разрабатывают межгосударственные и государственные стандарты, рекомендации и стандарты ПАО «Газпром», методики выполнения измерений.

## Филиалы
ВНИИГАЗ изначально создавал филиалы института в различных регионах бывшего СССР (Азербайджан, Украина, Узбекистан, Туркмения) и России (Западная Сибирь, Республика Коми, Ставропольский край, Оренбургская и Астраханская области), которые со временем превратились в самостоятельные научно-технические центры. Так, на базе Тюменского филиала, открытого в 1966 году, и Тюменского филиала ЮжНИИгипрогаз был создан ТюменНИИгипрогаз — головная организация по научному обеспечению производственной деятельности предприятий газовой промышленности в Западной Сибири.
В настоящее время ООО «Газпром ВНИИГАЗ» имеет филиал в Ухте, являющийся крупнейшим научным и инжиниринговым центром газовой отрасли на Северо-Западе России. География его работ охватывает Тимано-Печорскую нефтегазоносную провинцию, Западную и Восточную Сибирь, Краснодарский край, Узбекистан, шельфы Сахалина, Баренцева моря, Вьетнама, Индии.

## Научная школа
ООО «Газпром ВНИИГАЗ» — старейшая научная школа отрасли. На базе ВНИИГАЗ сегодня работает около 1000 научных сотрудников, в том числе 2 член-корреспондента РАН, более 50 докторов и 250 кандидатов наук, 17 профессоров. В ООО «Газпром ВНИИГАЗ» работают старейшая в отрасли аспирантура, диссертационный совет; три кафедры опорных нефтегазовых вузов отрасли готовят в ООО «Газпром ВНИИГАЗ» магистров техники и технологии по специальности «Нефтегазовое дело», действует система дополнительного профессионального образования.

### Учебный центр
Учебный центр ООО «Газпром ВНИИГАЗ» координирует деятельность двух базовых кафедр РГУ нефти и газа (НИУ) имени И. М. Губкина — «Газовые технологии и ПХГ» и «Исследование нефтегазовых пластовых систем».
Специалисты подразделения разрабатывают программы повышения квалификации и учебно-методические комплексы, ведут научно-исследовательские работы по развитию образовательной деятельности ПАО «Газпром».
В центре проводятся научно-практические семинары по новым нормативным документам. Одним из важных направлений деятельности центра является также организация курсов повышения квалификации и профессиональной переподготовки у руководителей и специалистов нефтегазовой отрасли по программам, разработанным учёными института. Программы базируются на последних научных разработках института, нормативных документах и стандартах ПАО «Газпром» и являются эксклюзивным учебным продуктом.

## Партнёры
Институт реализует проекты с такими крупными зарубежными нефтегазовыми компаниями как:
- VNG — Verbundnetz Gas AG (Германия);
- Wintershall Holding GmbH (Германия);
- Uniper Holding GmbH (Германия);
- Engie (Франция);
- Китайская национальная нефтегазовая корпорация (Китай);
- Korea Gas Corporation (Республика Корея);
- Агентство природных ресурсов Японии (Япония);
- PetroVietnam (Вьетнам).

### Международное сотрудничество
ООО «Газпром ВНИИГАЗ» участвует в наиболее значимых международных проектах ПАО «Газпром»: «Сила Сибири», «Северный Поток», «Голубой Поток», «Геологическое изучение и разведка Имашевского ГКМ», «Геологоразведочные работы на шельфе Вьетнама» и др. 
Крупнейшими комплексными проектам последних лет считаются: «Контракт на выполнение обоснования возможности и оказания технических услуг по проекту создания ПХГ на базе нефтяной залежи Жень-11» в Китае, «Разработка Генеральной схемы развития газовой промышленности Боливарианской Республики Венесуэла», «Разработка Генеральной схемы развития газовой промышленности Республики Боливия», «Проект строительства ПХГ в водоносной структуре Суньху (Китай)», ТЭО проекта «Использование природного газа в качестве моторного топлива на территории Социалистической Республики Вьетнам».
ООО «Газпром ВНИИГАЗ», являясь автором и разработчиком технологических проектов всех подземных хранилищ газа в странах СНГ и Восточной Европы, осуществляет авторский надзор за деятельностью ПХГ на территории Германии, Латвии, Сербии, Белоруссии, Казахстана и пр.
Институт оказывает инжиниринговые услуги по исследованию качества трубной продукции, оборудования и материалов иностранного производства для определения возможности их применения на объектах ПАО «Газпром» таким корпорациям, как: Sumitomo Corporation (Япония), Tianjin Pipe Corporation (Китай), Metal One Corporation (Япония), Salzgitter Mannesmann Grobblech GmbH (Германия).
Специалисты института ежегодно участвуют в крупнейших международных конференциях, выставках, семинарах, активно работают в органах Международного газового союза и других международных энергетических организаций. Ежегодно ООО «Газпром ВНИИГАЗ» проводит международные научно-практические конференции по актуальным отраслевым темам.